# 미겔 앙헬 폰세
미겔 앙헬 폰세 브리세뇨(Miguel Ángel Ponce Briseño, 1989년 4월 12일, 캘리포니아주 새크라멘토 ~)는 미국 태생의 멕시코인 축구 수비수로 현재 멕시코의 리가 MX 클럽 과달라하라 소속이다.

## 유년 시절
폰세는 1살때 가족과 함께 새크라멘토에서 과달라하라로 이주하였고, 이후 10살이 되었을 때에는 그의 아버지가 캘리포니아주에서 교량 토목 공사를 위해 통근할 수 있도록 티후아나로 또다시 이사하였다. 아들에게 영어를 배우게 하고 싶었던 그의 아버지는 그의 친구의 거처인 산이시드로에 살게 하였고, 그곳에서 통학하였다. 그는 산이시드로 중학교에서 4년동안 축구를 하다가 산이시드로 고등학교 시절에는 15살때 과달라하라의 제의를 받았다.

## 클럽 경력

### 과달라하라
폰세는 2010년 9월 28일, UANL와의 경기 71분에 첫 치바스 골을 득점하였고, 1-1로 경기를 종료시키며 팀을 패배에서 구제하였다. 2010년 10월 3일, 그는 지역 라이벌인 아틀라스와의 경기에서 또다시 득점하였다. 폰세는 2010-11 시즌을 30경기 출전 2골로 마무리하였다.

## 국가대표팀 경력

### 멕시코 U-23
2011년, 폰세는 2011년 팬아메리칸 게임에 참가하도록 차출되었으며, 멕시코는 결승전에서 아르헨티나를 제압하고 금메달을 획득하였다. 2012년, 폰세는 2012년 올림픽 예선 토너먼트에 참가하여, 이 대회에서 2골을 득점하였다. 이후, 폰세는 투르누아 에스푸아 드 툴롱 2012에 참가하였고, 멕시코가 터키와의 결승전에서 승리하도록 도왔다. 미겔 폰세는 2012년 하계 올림픽에 참가할 최종 명단에 포함되었으며, 2-1로 이긴 브라질과의 웸블리 스타디움 결승전을 포함하여 4경기를 출전하였다.

### U-23 국가대표팀 경기 출전 기록
| U-23 국가대표팀 경기 출전 기록 | U-23 국가대표팀 경기 출전 기록 | U-23 국가대표팀 경기 출전 기록                  | U-23 국가대표팀 경기 출전 기록 | U-23 국가대표팀 경기 출전 기록 | U-23 국가대표팀 경기 출전 기록 | U-23 국가대표팀 경기 출전 기록 |
| #                              | 날짜                           | 경기장                                          | 상대                           | 결과                           | 대회                           |                                |
| ------------------------------ | ------------------------------ | ----------------------------------------------- | ------------------------------ | ------------------------------ | ------------------------------ | ------------------------------ |
| 1.                             | 2011년 9월 7일                 | 에스타디오 라 그란하, 쿠리코, 칠레              | 칠레 U-23                      | 2–2                            | 친선경기                       |                                |
| 2.                             | 2011년 10월 21일               | 에스타디오 옴니라이프, 사포판, 멕시코           | 트리니다드 토바고 U-23         | 1–1                            | 2011년 팬아메리칸 게임         |                                |
| 3.                             | 2011년 10월 23일               | 에스타디오 옴니라이프, 사포판, 멕시코           | 우루과이 U-23                  | 5–2                            | 2011년 팬아메리칸 게임         |                                |
| 4.                             | 2011년 10월 26일               | 에스타디오 옴니라이프, 사포판, 멕시코           | 코스타리카 U-23                | 3–0                            | 2011년 팬아메리칸 게임         |                                |
| 5.                             | 2011년 10월 28일               | 에스타디오 옴니라이프, 사포판, 멕시코           | 아르헨티나 U-223               | 1–0                            | 2011년 팬아메리칸 게임         |                                |
| 6.                             | 2012년 2월 29일                | 피자헛 파크, 댈러스, 미국                       | 미국 U-23                      | 0–2                            | 친선경기                       |                                |
| 7.                             | 2012년 3월 17일                | AT&T 파크, 샌프란시스코, 미국                   | 세네갈 U-23                    | 2-1                            | 친선경기                       |                                |
| 8.                             | 2012년 3월 23일                | 홈디팟 센터, 카슨, 미국                         | 트리니다드 토바고 U-23         | 7–1                            | 2012년 올림픽 예선 토너먼트    |                                |
| 9.                             | 2012년 3월 25일                | 홈디팟 센터, 카슨, 미국                         | 온두라스 U-23                  | 3–0                            | 2012년 올림픽 예선 토너먼트    |                                |
| 10.                            | 2012년 3월 27일                | 홈디팟 센터, 카슨, 미국                         | 파나마                         | 1–0                            | 2012년 올림픽 예선 토너먼트    |                                |
| 11.                            | 2012년 3월 31일                | 스포팅 파크, 캔자스시티, 미국                   | 캐나다 U-23                    | 3–1                            | 2012년 올림픽 예선 토너먼트    |                                |
| 12.                            | 2012년 4월 2일                 | 스포팅 파크, 캔자스시티, 미국                   | 온두라스 U-23                  | 2–1                            | 2012년 올림픽 예선 토너먼트    |                                |
| 13.                            | 2012년 5월 24일                | 스타드 드 라트르, 오바뉴, 프랑스                | 모로코 U-23                    | 4–3                            | 투르누아 에스푸아 드 툴롱 2012 |                                |
| 14.                            | 2012년 5월 26일                | 스타드 드 라이, 니스, 프랑스                    | 프랑스 U-23                    | 0–1                            | 투르누아 에스푸아 드 툴롱 2012 |                                |
| 15.                            | 2012년 7월 15일                | 마르베야 축구 센터, 마르베야, 스페인            | 영국 U-23                      | 1–0                            | 친선경기                       |                                |
| 16.                            | 2012년 7월 18일                | 에스타디오 라몬 데 카란사, 카디스, 스페인       | 스페인 U-23                    | 0–1                            | 친선경기                       |                                |
| 17.                            | 2012년 7월 21일                | 시티 그라운드, 노팅엄, 잉글랜드                 | 일본 U-23                      | 1–2                            | 친선경기                       |                                |
| 18.                            | 2012년 7월 26일                | 세인트 제임스 파크, 뉴캐슬, 잉글랜드            | 대한민국 U-23                  | 0–0                            | 2012년 하계 올림픽             |                                |
| 19.                            | 2012년 7월 29일                | 시티 오브 코번트리 스타디움, 코번트리, 잉글랜드 | 가봉 U-23                      | 2–0                            | 2012년 하계 올림픽             |                                |
| 20.                            | 2012년 8월 1일                 | 밀레니엄 스타디움, 카디프, 웨일스               | 스위스 U-23                    | 1–0                            | 2012년 하계 올림픽             |                                |
| 21.                            | 2012년 8월 4일                 | 웸블리 스타디움, 런던, 잉글랜드                 | 세네갈 U-23                    | 4–2                            | 2012년 하계 올림픽             |                                |
| 22.                            | 2012년 8월 11일                | 웸블리 스타디움, 런던, 잉글랜드                 | 브라질 U-23                    | 2–1                            | 2012년 하계 올림픽             |                                |

### U-23 국가대표팀 득점 기록
| U-23 국가대표팀 득점 기록 | U-23 국가대표팀 득점 기록 | U-23 국가대표팀 득점 기록             | U-23 국가대표팀 득점 기록 | U-23 국가대표팀 득점 기록 | U-23 국가대표팀 득점 기록 | U-23 국가대표팀 득점 기록   |
| #                         | 날짜                      | 경기장                                | 상대                      | 점수                      | 결과                      | 대회                        |
| ------------------------- | ------------------------- | ------------------------------------- | ------------------------- | ------------------------- | ------------------------- | --------------------------- |
| 1.                        | 2011년 10월 23일          | 에스타디오 옴니라이프, 사포판, 멕시코 | 우루과이 U-23             | 1–1                       | 5–2                       | 2011년 팬아메리칸 게임      |
| 2.                        | 2012년 3월 17일           | AT&T 파크, 샌프란시스코, 미국         | 세네갈 U-23               | 1–0                       | 2-1                       | 친선경기                    |
| 3.                        | 2012년 3월 17일           | AT&T 파크, 샌프란시스코, 미국         | 세네갈 U-23               | 2–0                       | 2-1                       | 친선경기                    |
| 4.                        | 2012년 3월 31일           | 스포팅 파크, 캔자스시티, 미국         | 캐나다 U-23               | 3–1                       | 3–1                       | 2012년 올림픽 예선 토너먼트 |
| 5.                        | 2012년 4월 2일            | 스포팅 파크, 캔자스시티, 미국         | 온두라스 U-23             | 2–1                       | 2–1                       | 2012년 올림픽 예선 토너먼트 |

### 멕시코
미겔 앙헬 폰세는 아르헨티나에서 열리는 2011년 코파 아메리카를 앞두고 예비 선수 명단에 포함되었다. 이후, 그는 최종 엔트리에 발탁되어 대회에 참가하게 되었다. 미겔 폰세는 2011년 7월 8일, 페루와의 2011년 코파 아메리카 경기에서 73분에 다르빈 차베스와 교체 투입되어 멕시코 성인 국가대표팀 신고식을 치르었다. 그러나, CONMEBOL의 정식 회원국가가 아닌 게스트 참가국임에 따라, 멕시코는 이 대회에서 청소년 국가대표팀을 참가시켰고, 이 때 치른 경기는 멕시코의 친선경기로 처리되었다. 미겔 폰세는 캐나다와의 2013년 CONCACAF 골드컵에서 멕시코 대표로 첫 주요 대회 경기에 출전하였으며, 미국-멕시코 이중 국적이었던 그는 이 경기 출전으로 영구적으로 멕시코 국가대표가 되었다.

### 국가대표팀 출전 기록
2013년 7월 17일 기준
| 국가대표팀 경기 출전 기록 | 국가대표팀 경기 출전 기록 | 국가대표팀 경기 출전 기록                             | 국가대표팀 경기 출전 기록 | 국가대표팀 경기 출전 기록 | 국가대표팀 경기 출전 기록 | 국가대표팀 경기 출전 기록 |
| #                         | 날짜                      | 경기장                                                | 상대                      | 결과                      | 대회                      |                           |
| ------------------------- | ------------------------- | ----------------------------------------------------- | ------------------------- | ------------------------- | ------------------------- | ------------------------- |
| 1.                        | 2011년 7월 8일            | 에스타디오 말비나스 아르헨티나스, 멘도사, 아르헨티나  | 페루                      | 0–1                       | 2011년 코파 아메리카      |                           |
| 2.                        | 2011년 7월 12일           | 에스타디오 시우다드 데 라플라타, 라플라타, 아르헨티나 | 우루과이                  | 0–1                       | 2011년 코파 아메리카      |                           |
| 3.                        | 2013년 7월 11일           | 센추리링크 필드, 시애틀, 미국                         | 캐나다                    | 2–0                       | 2013년 CONCACAF 골드컵    |                           |
| 4.                        | 2013년 7월 14일           | 스포츠 어서리티 필드 덴버, 미국                       | 마르티니크                | 3–1                       | 2013년 CONCACAF 골드컵    |                           |

### 국가대표팀 득점 기록
| 국가대표팀 득점 기록 | 국가대표팀 득점 기록 | 국가대표팀 득점 기록            | 국가대표팀 득점 기록 | 국가대표팀 득점 기록 | 국가대표팀 득점 기록 | 국가대표팀 득점 기록   |
| #                    | 날짜                 | 경기장                          | 상대                 | 점수                 | 결과                 | 대회                   |
| -------------------- | -------------------- | ------------------------------- | -------------------- | -------------------- | -------------------- | ---------------------- |
| 1.                   | 2013년 7월 14일      | 스포츠 어서리티 필드 덴버, 미국 | 마르티니크           | 3–1                  | 3–1                  | 2013년 CONCACAF 골드컵 |

## 수상

### 국가대표팀
멕시코
- 팬아메리칸 게임: 2011
- CONCACAF 올림픽 남자 예선 토너먼트: 2012[9]
- 투르누아 에스푸아 드 툴롱: 2012
- 하계 올림픽 금메달: 2012